# Střenč
Střenč je zaniklá ves, která stávala nedaleko Jestřebí v okrese Jihlava.

## Historie
První písemná zmínka o vsi pochází z roku 1358, kdy ji vlastnili Hodičtí z Hodic. V roce 1390 je uváděná neobývaná tvrz. Ta je zmiňována i v roce 1466. Na konci 14. století je jako majitel uváděn jistý Buzek ze Střenče, jenž spolu s Jakubem Suchým Čertem vlastnil také Střížov, Přímělkov s tvrzí, polovinu Smrčného a část Komárovic. V roce 1493 pak nechal Jindřich Hroch z Pošna zapsat ves Zdeňkovi a Burian z Valdštejna. Kromě vsi získali i polovinu tvrze a poplužního dvoru, 1,5 lánu, rybník a Kamprlovský dvůr. V roce 1495 získali Brtničtí z Valdštejna od Barbory z Třebíče i druhou část vsi. Poslední zmínka o vsi pochází z roku 1591, kdy ji Hynek Brtnický z Valdštejna nechal spolu s Přísekou, Brtnicí, Střížovem, Přímělkovem a Bítovčicemi jako věno zapsat Kateřině Zajímačce z Kunštátu a Jevišovic. Kdy ves zanikla, není známo. Do současnosti se po ní nedochovaly žádné stopy.